# Pandinurus pallidus
Espèce
Synonymes
- Scorpio pallidus Kraepelin, 1894
- Pandinus pallidus (Kraepelin, 1894)
- Pandinurus cianferonii Rossi, 2015

Pandinurus pallidus est une espèce de scorpions de la famille des Scorpionidae.

## Distribution
Cette espèce est endémique de Somalie.

## Description
Le syntype subadulte mesure 73,5 mm.
Pandinurus pallidus mesure de 95 à 120 mm.

## Systématique et taxinomie
Cette espèce a été décrite sous le protonyme Scorpio pallidus par Kraepelin en 1894. Elle est placée dans le genre Pandinus par Pocock en 1896 puis dans le genre Pandinurus par Rossi en 2015.
Pandinurus cianferonii est placée en synonymie par Kovařík, Lowe, Soleglad et Plíšková en 2017.

## Publication originale
- Kraepelin, 1894 : « Revision der Scorpione. II. Scorpionidae und Bothriuridae. » Beiheft zum Jahrbuch der Hamburgischen Wissenschaftlichen Anstalten, vol. 11, p. 1–284 (texte intégral).